# Председатели на ВКС
Това е списък на председателите на Върховния касационен съд (Върховния съд) на България.
| Име                 | Период                              | Мандат |
| ------------------- | ----------------------------------- | ------ |
| Сергей Лукиянов     | 25 ноември 1878 – 25 май 1879       |        |
| Димитър Греков      | 25 май 1879 – 17 юли 1879           | Първи  |
| Христо Стоянов      | 13 август 1879 – 7 април 1880       | Първи  |
| Порфирий Стаматов   | 26 юни 1880 – 7 декември 1886       | Първи  |
| Христо Стоянов      | 9 септември 1887 – 22 юли 1895      | Втори  |
| Христо Павлов       | 9 март 1896 – 25 януари 1907        | Първи  |
| Петър Данчов        | 25 януари 1907 – 21 февруари 1913   | Първи  |
| Васил Маринов       | 10 септември 1913 – 2 март 1927     | Първи  |
| Ангел Карагьозов    | 2 март 1927 – 16 май 1938           | Първи  |
| Димитър Протич      | 16 юни 1938 – 19 юли 1942           | Първи  |
| Владимир Аврамов    | 19 юли 1942 – 17 октомври 1944      | Първи  |
| Найден Николов      | 17 октомври 1944 – 1946             |        |
| Александър Папанчев | 1946 – 18 декември 1947             |        |
| Борис Кьосев        | 18 декември 1947 – 10 февруари 1953 |        |
| Никола Цветковски   | 10 февруари 1953 – 8 ноември 1962   |        |
| Ангел Велев         | 25 декември 1962 – 12 юни 1981      |        |
| Иван Велинов        | 17 юни 1981 – 16 ноември 1990       |        |
| Димитър Лозанчев    | 16 ноември 1990 – 19 февруари 1992  |        |
| Иван Григоров       | 19 февруари 1992 – 30 ноември 1994  | Първи  |
| Румен Янков         | 30 ноември 1994 – 2 октомври 2000   |        |
| Иван Григоров       | 14 ноември 2000 – 21 ноември 2007   | Втори  |
| Лазар Груев         | 21 ноември 2007 – 21 ноември 2014   |        |
| Лозан Панов         | 10 февруари 2015 – 10 февруари 2022 |        |
| Галина Захарова     | 10 февруари 2022 –                  |        |